# 바사바칼얀

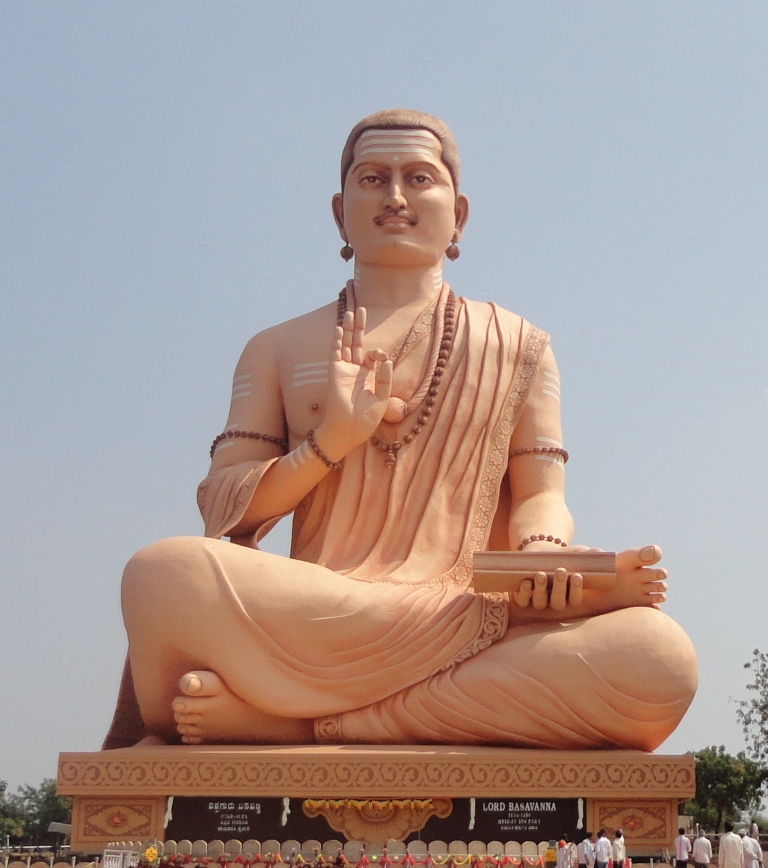

바사바칼얀(Basavakalyan) 또는 바사바칼야나(Basavakalyana)는 인도 카르나타카주의 비다르 지역에 있는 역사적인 도시이자 시의회이다. 이곳은 서찰루키아와 칼야니의 칼라추리 두 왕조의 수도였다. 높이가 33m에 달하는 세계에서 가장 높은 바사바나 동상으로 유명하다. 비다르 지역의 주요 도시이자 산업 중심지 중 하나이다.

## 역사
인도가 독립하기 전에 바사바칼얀은 칼야니(Kalyani)라고 불렸다. 1956년 언어 기반의 독립과 국가 분할 이후 칼야나는 12세기 인도에서 아누바바 만타파(Anubhava Mantapa, 영적 민주주의)를 설립한 사회 개혁가 비슈와구루 바사반나(Vishwaguru Basavanna)를 기념하여 바사바칼얀으로 이름이 변경되었다.
바사바칼얀은 서찰루키아 왕조, 남칼라추리 왕조, 야다바 왕조, 카카티야 왕조, 델리 술탄국, 바흐마니 술탄국(Bidar, Gulbarga), 비다르 술탄국, 비자푸르 술탄국 등이 통치했다.